# Ozopactus ernsti
Ozopactus ernsti là một loài nhện trong họ Theraphosidae.
Loài này thuộc chi Ozopactus. Ozopactus ernsti được Eugène Simon miêu tả năm 1889.